# Sintetička biologija
Sintetička biologija je naziv za interdisciplinarnu oblast biologije i inženjerstva.
Ova oblast objedinjuje veliki broj disciplina, a neke od njih su: molekularna biologija, biotehnologija, genetičko inženjerstvo, sistemska biologija, biofizika, električno inženjerstvo, računarski inženjering, kontrolno inženjerstvo i evoluciona biologija.

## Definicija
S obzirom na interdisciplinarnost sintetičke biologije, ne postoji jedinstvena definicija ovog pojma. Neke od mnogobrojnih definicija su:
"Sintetička biologija predstavlja dizajn i konstrukciju novih bioloških sistema, uređaja i gradivnih delova sistema kao i redizajniranje postojećih prirodnih sistema u korisne svrhe"
ili
"Sintetička biologija predstavlja inženjerstvo u biologiji: sintezu kompleksnih bioloških sistema koji obavljaju funkcije koje ne postoje u prirodi. Inženjerska perspektiva može biti primenjena na bilo kom hijerarhijskom stupnju bioloških struktura - od pojedinačnih molekula do celih ćelija, tkiva i organizama. Ukratko, sintetička biologija ima za cilj da omogući dizajniranje "bioloških sistema" na racionalan i sistematičan način".

## Prethodeća otkrića
Razvoj izvesnih tehnologija bio je od presudnog značaja za začetak i uspon sintetičke biologije:
Tom Najt je 2003. godine stvorio BioBrick Архивирано на веб-сајту  (12. март 2018) koncept - standardizovane sekvence DNK koje primenu nalaze u kontruisanju sintetičkih biološih kola;
Tehnologija veštačke sinteze gena, popularno nazvana "DNK printing", omogućila je veoma brzo i efikasno kreiranje DNK sekvenci u laboratorijskim uslovima;
Razvoj metoda DNK sekvenciranja omogućio je dešifrovanje genoma organizama koji se javljaju u prirodi, a samim tim i upoznavanje sa sekvencama koje mogu biti korišćene u sintetičkoj biologiji. S druge strane, sekvenciranje DNK omogućava i određivanje sekvence veštačkih molekula DNK, kao i dešifrovanje sintetičkih sistema i organizama.

## Primena

### Biološko računarstvo
Pojam biološki računar odnosi se na konstruisan biološki sistem koji je u stanju da izvodi računarske operacije. Konstruisanjem različitih logičkih kapija u brojnim organizmima pokazano je da su ćelije sposobne da izvode jednostavne logičke operacije.

### Biosenzori
Biosenzori predstavljaju organizme, najčešće bakterije, konstruisane tako da izveštavaju o prisustvu određenih spoljašnjih faktora, kao što su, na primer, neki teški metali.

### Ćelijska transformacija
Ćelijska transformacija predstavlja mogućnost transformacije ćelije ubacivanjem sintetičkih DNK molekula ili pak čitavog genoma. Nakon integracije sintetičkog DNK molekula, ćelija zadobija nove sposobnosti ili dolazi do promene njenog fenotipa.

### Sinteza novih proteina
Jedna od primena je i sinteza novih proteina čija funkcija odgovara funkciji već postojećih proteina ili je poboljšava. Jedan od primera je sinteza troheliksnog svežnja, koji, poput hemoglobina, vezuje kiseonik, ali ne i ugljen-dioksid.
Takođe, na ovaj način može se ostvariti jeftinija sinteza industrijskih enzima kao i veći prinos. Jedan od primera u biotehnologiji je metaboličko inženjerstvo i primena bakterijske rekombinantne DNK u hiperprodukciji proizvoda koji mogu služiti kao lekovita sredstva ili fermenti.

### Sintetički život
Veoma značajna tema koja se tiče sintetičke biologije jeste sintetički život, odnosno veštačko kreiranje živih bića. "Veštačka ćelija" je kompletno sintetička ćelija koja bi sadržala makromolekule i bila sposobna da skladišti energiju, održava jonski gradijent, skladišti informacije i mutira. Ovakva ćelija još uvek nije kreirana. Krejg Venter, sa JCVI, uspeo je da konstruiše potpuno sintetički genom, koji je ubačen u bakterijsku ćeliju bez genoma, nakon čega je ćelija bila sposobna da raste i da se razmnožava.

### Ostalo
Sintetički lanci DNK mogu poslužiti za skladištenje digitalnih informacija. S druge strane, neka fundamentalna istraživanja baziraju se na proučavanju efekata povećanja broja vrsta nukleotida i aminokiselina koje ulaze u sastav ćelije. Jedna od potencijalnih primena znanja iz ove oblasti može biti i produkcija resursa potrebnih astronautima iz supstanci poslatih sa Zemlje. Produkcija iz lokalnih resursa takođe bi mogla biti značajna i prilikom kolonizacije Marsa.

## Bioetika i sigurnost
Sintetička biologija otvara mnoga etička i sigurnosna pitanja. Međutim, kako većina tih pitanja datira još iz vremena otkrića tehnika genetičke modifikacije i rekombinacije DNK, većina nadležnosti već ima način na koji reguliše genetički inženjering. Neka od etičkih pitanja tiču se kontrole i pristupa proizvodima sintetičke biologije, patentiranja živih organizama kao i inženjeringa na embrionima.

## Spoljašnje veze
- Synthetic biology books
- Introductory Summary of Synthetic Biology Архивирано на веб-сајту  (2. април 2018)
- Collaborative overview article on Synthetic Biology
- Controversial DNA startup wants to let customers create creatures (2015-01-03), San Francisco Chronicle
- It's Alive, But Is It Life: Synthetic Biology and the Future of Creation (28 Sept 2016), World Science Festival